# Statut Autonomii Balearów (2007)

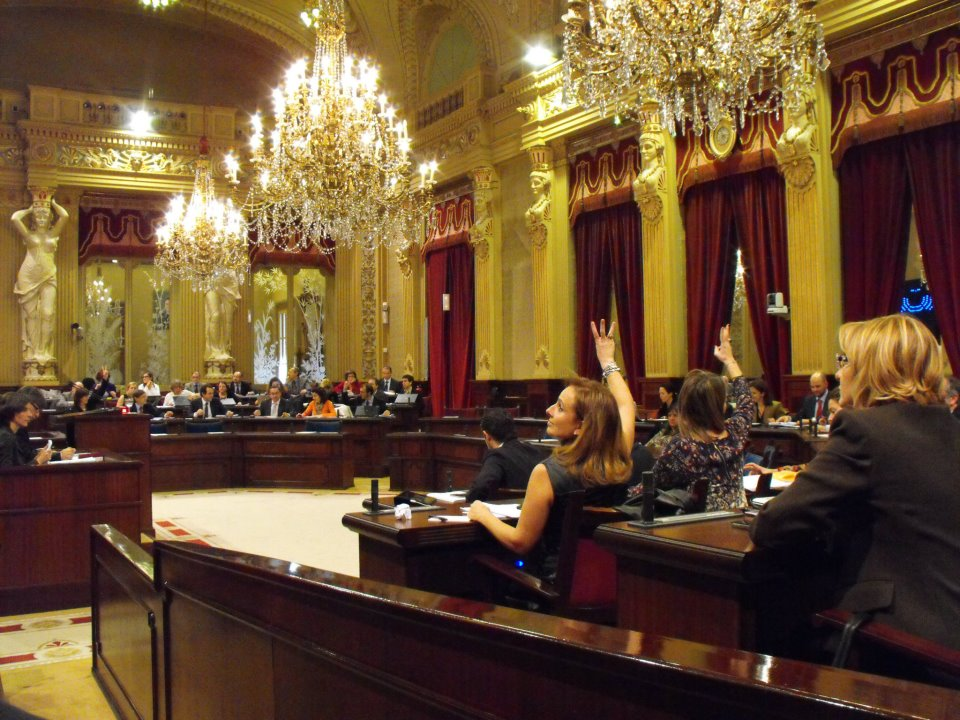
Sala obrad parlamentu Balearów

Statut Autonomii Balearów (hiszp. Estatuto de Autonomía de las Illes Balears, kat. Estatut d’autonomia de les Illes Balears) – hiszpański akt prawny o mocy ustawy organicznej regulujący zakres samorządności balearskiej wspólnoty autonomicznej. Przyjęty w 2007 roku statut został opracowany jako istotna nowelizacja statutu z 1983 roku.

## Historia
Pierwszy statut Balearów został przyjęty w 1983 roku w okresie transformacji ustrojowej. W kolejnych latach rząd centralny przekazywał regionom dalsze kompetencje, w związku z czym dochodziło do kolejnych modyfikacji Statutu. Z uwagi na skalę zmian (nowelizacje w roku 1994, 1996 i 1999) w listopadzie 2004 r. w parlamencie Balearów rozpoczęła prace komisja doradcza do spraw reformy Statutu. Proces legislacyjny został wstrzymany w 2005 roku wobec różnicy zdań pomiędzy głównymi ugrupowaniami parlamentarnymi, w szczególności co do sposobu reprezentacji poszczególnych wysp w systemie prawnym Balearów. Prace Komisji ds. Instytucjonalnych parlamentu wznowiono dopiero w grudniu 2005 roku. Projekt nowelizacji Statutu został oficjalnie zgłoszony w balearskim parlamencie 26 kwietnia 2006 r. i ostatecznie przegłosowany 13 czerwca 2006 r. po osiągnięciu porozumienia przez przedstawicieli głównych sił w parlamencie – Partii Ludowej oraz Socjalistycznej Partii Roboticzej. Tekst został przyjęty większością 87% głosów – oprócz PP i PSIB-PSOE „za” byli także przedstawiciele Unii Majorkańskiej; natomiast „przeciw” zagłosowali posłowie Socjalistycznej Partii Majorki oraz koalicji Zjednoczona Lewica–Zieloni. Wśród przyjętych wówczas zmian jako najważniejsze wskazać należy: uznanie ludności Balearów za „narodowość historyczną” (nacionalidad histórica), nadanie uprawnienia do powołania autonomicznej policji, rozszerzenie uprawnień rad wysp wyodrębnienie rady wyspy Formentera oraz znaczące poszerzenie źródeł finansowania samorządu autonomicznego.
We wrześniu 2006 roku projekt skierowano do Kortezów Generalnych. W lutym 2007 roku tekst noweli został przyjęty przez Kongres Deputowanych bez głosów przeciwnych, choć parlamentarzyści z koalicji Zjednoczona Lewica – Inicjatywa dla Katalonii – Zieloni wstrzymali się od głosu. Następnie wraz z podpisem króla Jana Karola 27 lutego 2007 r. projekt uzyskał moc ustawy organicznej. Nowe przepisy weszły w życie dzień po ich ogłoszeniu w dzienniku urzędowym, to jest 2 marca 2007 r.
Choć statut w wielu miejscach powiela przepisy z 1983 roku, w procesie legislacyjnym nie wprowadzono zmian dotychczasowej ustawy organicznej 2/1983, a przyjęto w całości nową treść aktu prawnego. Dlatego też pomimo nadanego tytułu („ustawa zmieniająca”) dokument z 2007 roku traktowany jest jako nowy statut.

## Podział
Oprócz części wstępnej, preambuły oraz przepisów przejściowych i końcowych Statut dzieli się na dziewięć rozdziałów, te zaś składają się z dalszych podrozdziałów.
Rozdział I – Przepisy ogólne
Rozdział II – Prawa, obowiązki i wolności mieszkańców Balearów
Rozdział III – Kompetencje Wspólnoty Autonomicznej Balearów
Rozdział IV – Instytucje Wspólnoty Autonomicznej Balearów
Rozdział V – Środki komunikacji społecznej
Rozdział VI – Władza sądownicza na Balearach
Rozdział VII – Stosunki instytucjonalne
Rozdział VIII – Finanse i skarb
Rozdział IX – Zmiana Statutu .

## Zagadnienia
Wśród przepisów ogólnych Statut reguluje m.in. kwestię języka katalońskiego, któremu nadaje charakter „języka własnego” (lengua propia) wspólnoty, który ma na terytorium Balearów charakter urzędowego wspólnie z państwowym językiem hiszpańskim (kastylijskim). W statucie znalazły się zapisy zakazujące dyskryminacji z uwagi język także w kontaktach z administracją samorządową. Statut zakłada też współpracę Balearów z innymi terytoriami używającymi tożsamego języka. Dalej przepisy ustawy regulują kwestię symboli terytorium – flagi i dnia Balearów, a także umiejscowienie stolicy regionu (Palma). Ponadto regulują funkcjonowanie administracji lokalnej (rad wysp, urzędów gmin) czy zasady dostępu do funkcji w instytucjach regionalnych. Ustawa gwarantuje także poszanowanie dla różnorodności kulturowej oraz balearskiej tożsamości i wyznawanych przez mieszkańców wartości.
Statut w art. 30 wymienia szeroki katalog spraw przekazanych do wyłącznej kompetencji władz autonomicznych. Wśród nich znalazły się m.in. ustalanie nazw gmin i miejscowości, nadzór nad transportem drogowym i kolejowym oraz infrastrukturą z nim związaną, portami morskimi, lotniczymi i lądowiskami dla helikopterów, a także transportem morskim w granicach Wspólnoty. Ponadto do wyłącznych kompetencji rządu Balearów zaliczono: gospodarkę rolną, leśną i wodną, rybołówstwo, turystykę, politykę społeczną, a także kwestie związane z kulturą, sportem czy ochroną środowiska.
Dodatkowo Statut reguluje wyłączne kompetencje Wspólnoty z zakresu stanowienia i wykonywania prawa, choć ograniczając uprawnienia te do wyszczególnionych dziedzin. Na podstawie ustawy władze autonomiczne zobowiązano do powołania własnych jednostek w ramach państwowych sił policyjnych. Ponadto Baleary otrzymały prawo do nauczania w języku katalońskim oraz powoływania uczelni wyższych.
Statut Autonomii ustanawia szereg instytucji wspólnotowych i określa ich kompetencje. Wśród nich znalazły się: parlament i ombudsman, prezydent, rząd oraz rady wysp – Majorki, Minorki, Ibizy oraz Formentery.
W swojej dalszej części Statut reguluje kwestie miejscowego sądownictwa, ustanawiając Najwyższy Trybunał Sprawiedliwości Balearów oraz Radę Sprawiedliwości.
W zakresie stosunków międzyinstytucjonalnych i współpracy międzynarodowej akt prawny z 2007 roku upoważnia władze autonomiczne do promowania Wspólnoty za granicą oraz do nawiązywania współpracy pozostałymi Wspólnotami Hiszpanii, regionami innych państw oraz do uczestnictwa w hiszpańskich delegacjach do państw trzecich czy organów Unii Europejskiej, jeżeli poruszane kwestie dotyczą Balearów. Dodatkowo Wspólnota uprawniona jest do powoływania przedstawicielstw bądź delegatur przy Unii Europejskiej.
Zgodnie z treścią Statutu finanse Wspólnoty opierać mają się na zasadach samowystarczalności (autonomii) i lojalności instytucjonalnej. Wskazano, że Baleary posiadają własny budżet, pozyskując środki m.in. z podatków lokalnych, części podatków państwowych, dotacji od rządu centralnego czy uzyskując dochody z majątku Wspólnoty. W konsekwencji władze lokalne zobowiązane są do odpowiedzialnego gospodarowania środkami publicznymi uwzględniającego niezbędne wydatki na ochronę zdrowia oraz inne funkcje polityki socjalnej.